# История Ставропольского края
История Ставропольского края — события на территории современного Ставропольского края, субъекта Российской Федерации, с начала расселения там людей.

## Доисторический и древний периоды
Самым древним свидетельством возможного обитания раннепалеолитических людей на Ставропольской возвышенности является местонахождение Жуковское на реке Томузловка около хутора Жуковский. По отсутствию в составе ископаемой фауны некорнезубых полёвок его немногочисленные археологические находки датировали возрастом ок. 2 млн л. н. (палеомагнитный эпизод Олдувай). На горах Кинжал, Бык и Верблюд археологом В. П. Любиным найдены ашельские орудия из роговика. В долине реки Суркуль на склоне субвулканической горы Кинжал найдены клиновидный топор, чоппер, нуклевидный скребок. Тираспольский фаунистический комплекс датируется периодом 0,8—0,4 млн л. н. (конец раннего плейстоцена — начало позднего плейстоцена). В Старом Георгиевском карьере обнаружено приострённое изделие из кварцевой гальки (чоппер с остриём).
К эпохе палеолита на Ставрополье также относятся каменные орудия, найденные в Прикубанье и в гротах окрестностей Кисловодска. Черепная крышка, найденная в 1918 году недалеко от реки Подкумок в Пятигорске, отнесена М. А. Гремяцким к морфологическому типу современного человека с некоторым комплексом неандертальских особенностей.
К эпохе мезолита относится стоянка Яворы на реке Марухе, к эпохе неолита — стоянка на реке Овечке близ Черкесска, на горах Кинжал, Бык и Верблюд. Их сменила энеолитическая культура накольчатой жемчужной керамики. В период ранней бронзы появилась майкопская культура.
В эпоху раннего бронзового века то есть в период 3300—2700 годах до н. э. на этой территории обитали племена новотиторовской культуры, входившей в общность ямной культуры. Позже в степях появились племена катакомбной культуры.
У представителей лолинской культуры, как и у индивидов степного Майкопа, обнаружена генетическая связь с западносибирскими охотниками-собирателями, компонент, который отсутствует у ямных, северокавказских и катакомбных групп. У NV3001 (BZNK-312/1, Nevinnomiskiy 3, kurgan 6, grave 5, Кочубеевский район, Ставропольский край), жившего в период от 2116 до 1925 лет до н. э. (3631±22 лет до настоящего времени), определена Y-хромосомная гаплогруппа Q1a2 (Q-L717) и митохондриальная гаплогруппа R1b. У образца TIP001 (BZNK-1024, Tipki 1, kurgan 2, grave 4, Апанасенковский район, Ставропольский край), жившего в период от 2192 до 1887 лет до н. э. (3640±40 лет до настоящего времени), определили  Y-хромосомную гаплогруппу N2a~ (P189) и митохондриальную гаплогруппу H101. В лолинской культуре основное положение скелетов — скорченно на левом боку
Со среднего бронзового века степи населяли люди северокавказской культуры.
Поселения кобанской культуры известны у сёл Александровское, Обильное, Новозаведенное, Березовское и Аликоновское поселения около Кисловодска, Татарское и Грушевское городища у Ставрополя. Анклав представителей кобанской культурно-исторической общности в западной части Ставропольского плато (окрестности Ставрополя и район горы Стрижамент) функционировал с VIII века до н. э. до III/начала II века до н. э.
В позднюю бронзу появилась новая культура[какая?], а на рубеже раннего железа — протомеоты. Позже появились народы, о которых сохранились письменные сообщения.
Таковыми были меоты (Синды, Досхи, Дандарии).
Одним из первых государств, созданных здесь, являлось государство скифов (VII век до н. э. — V век до н. э., скифские курганы в районе сёл Александровское и Новозаве́денное (Георгиевский район), в г. Ессентуки), сарматов (III век до н. э. — III век н. э.), гуннов (IV век н. э. — V век н. э.). В дальнейшем, с 620 по 969 гг., данная территория входила в состав древнего государства, носившего название Хазарский каганат.
Примерно в VIII веке при ослаблении влияния Хазарского каганата на этих землях создаётся средневековое государство аланов. Через эту область проходит ответвление Великого Шёлкового пути — Даринский путь.
В XIII—XV веках бо́льшая часть территории края входила в состав Золотой Орды и её правопреемницы Большой Орды. Южная часть Ставрополья в XV—XVIII веках входила в состав Кабарды («пятигорские черкесы»). Центральную и северную часть в XIII—XV веках населяли ногайцы.
Восточная часть Ставропольского края, где располагался город Маджары входила в состав Астраханского ханства и населялась ногайцами. После присоединения его к Русскому царству указанные земли вошли в состав. Маджары пришёл в упадок. Появились первые русские поселения, среди которых были поселения терских казаков.
В XVII веке часть северного Ставрополья вошла в состав Калмыцкого ханства. Вместе с калмыками туда пришли ставропольские туркмены.
В конце XVII века в низовьях реки Кумы поселились русские старообрядцы, искавшие спасение от преследований властей и церкви, которых возглавлял игумен Досифей.

## Период Российской империи

Российско-османская граница по Кучук-Кайнарджийскому мирному договору 1774 года

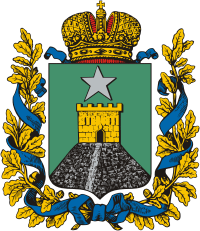
Герб Ставропольской губернии

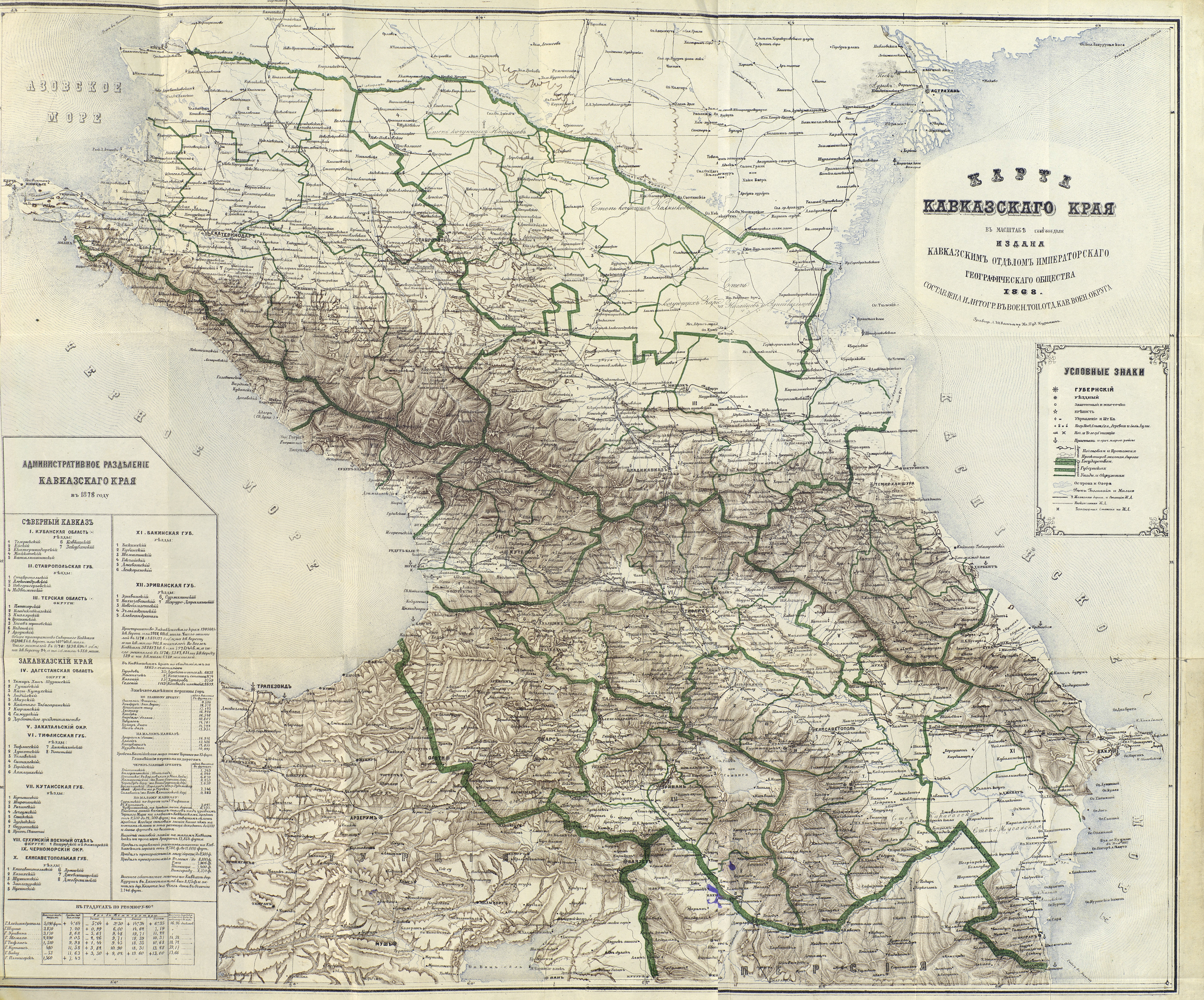
Карта Кавказского края

По Кучук-Кайнарджийскому мирному договору 1774 года российско-османская граница на Северном Кавказе стала проходить от устья Терека до Моздока и далее на северо-запад к Азову.
В 1775 году Российской империей была спроектирована постройка ряда укреплений от Терека до Дона — так называемая Моздокско-Азовская линия. В 1777 году сооружено было 10 крепостей.
5 мая 1785 года была устроена Кавказская губерния из 6 уездов, 3 из которых (Александровский уезд, Георгиевский уезд, Ставропольский уезд) находятся на современной территории края.
Рескриптом императрицы Екатерины II на имя правившего должность генерал-губернатора Саратовского и Кавказского генерал-поручика Потёмкина от 5 мая 1785 года вместо Астраханской губернии было организовано Кавказское наместничество. Губернским городом был указан Екатериноград и назначено разделение уездов Кавказской губернии и области того же имени. Из-за неудачного географического положения на стыке Большой и Малой Кабарды, город часто осаждался кабардинцами, требовавшими снести город со своих земель.
В 1790 году из-за необустроенности Екатеринограда центр Кавказского наместничества был перенесён в Астрахань.
В 1796 году Кавказское наместничество преобразовано в Астраханскую губернию.
В 1802 году указом императора Александра I от 15 ноября Кавказская область выделена из Астраханской губернии в самостоятельную Кавказскую губернию с центром в городе Георгиевске. Губерния занимала территорию от Каспийского моря до Усть-Лабы и от Маныча до предгорий. Земли современного Ставрополья составляли ядро этой губернии.
24 июля 1822 года Кавказская губерния переименована в Кавказскую область без изменения прежних границ, уездный город Ставрополь назначается областным городом. 2 октября 1824 года указом Александра I все областные присутственные места переводятся из Георгиевска в Ставрополь. В 1825 году учреждено особое управление кочующими народами (Главное приставство магометанских кочующих народов). В 1827 году Кавказская область состояла из четырех округов: Георгиевского, Кизлярского, Моздокского и Ставропольского[8]. Святой Крест (Будённовск) и Георгиевск — заштатные города. В 1842 году учреждена Кавказская епархия с кафедрой в городе Ставрополе.
2 мая 1847 года Кавказская область переименована в Ставропольскую губернию без изменения границ.
В 1860 году указом от 8 февраля из состава Ставропольской губернии выводятся вновь образованные Терская и Кубанская области и территория губернии приближается к современным границам Ставропольского края. С небольшими изменениями Ставропольская губерния просуществовала до 1924 года. В октябре 1924 года создаётся Северо-Кавказский край и Ставропольская губерния преобразуется в округ в составе указанного края.
29 ноября 1866 года заштатный город Моздок отчислен от Ставропольской губернии к Терской области.
4 января (22 декабря) 1907 года директором народных училищ Ставропольской губернии подано представление попечителю Кавказского учебного округа Н.Ф. Рудольфу о введении всеобщего обучения и развитии школьной сети в губернии.
В 1910 году открыто первое месторождение горючего газа на Ставрополье. Из скважины, пробурённой на территории пивоваренного завода купца А.О. Груби, 15(28) февраля пошел газ, который стали использовать в производстве.
C 1 января 1913 года в Ставропольской губернии было введено земство.

## Советский период
См. также Ставропольская советская республика
В 1918 году Ставропольская губерния была занята большевиками и включена в территорию Северо-Кавказской Советской Республики. 14(1) января 1918 года был подписан Декрет о народной власти. В результате Второго Кубанского похода перешла под контроль Добровольческой армии.
На 1920 год в состав Ставропольского края в современных его границах входили территории Ставропольской губернии с пятью уездами: Александровский, Благодарненский, Медвеженский, Святокрестовский, Ставропольский и двумя национальными районами: Ачикулакский, Туркменский, а также Терской области с четырьмя отделами: Кизлярский, Моздокский, Пятигорский, Сунженский и шестью округами: Веденский, Грозненский, Кавказский, Нальчикский и Хасаут-Юртовский.
Постановлением Всероссийского центрального исполнительного комитета от 2 июня 1924 года Ставропольская и Терская губернии, с февраля того же года находившиеся в составе Юго-Восточной области, были преобразованы в округа — Ставропольский (с центром в городе Ставрополе) и Терский (с центром в городе Пятигорске), которые, в свою очередь, были разделены на следующие районы:
- Терский округ: Суворовский (центр — станица Суворовская), Ессентукский (центр — город Ессентуки), Горячеводский (центр — станица Горячеводская), Минераловодский (центр — город Минеральные Воды), Александрийский (центр — станица Александрийская), Георгиевский (центр — город Георгиевск), Воронцово-Александровский (центр — село Воронцово-Александровское), Архангельский (центр — село Архангельское), Прикумский (центр — город Прикумск), Левокумский (центр — село Левокумское), Арзигирский (центр — Арзгир), Прохладненский (центр — станица Прохладная), Моздокский (центр — город Моздок), Соломенский (центр — село Соломенское) и Наурский (центр — станица Наурская).
- Ставропольский округ: Александровский (центр — село Александровское), Благодаренский (центр — село Благодарное), Виноделинский (центр — село Винодельное), Дивенский (центр — село Дивное), Курсавский (центр — село Курсавка), Медвежинский (центр — село Медвежье), Московский (центр — село Московское), Петровский (центр — село Петровское), Ставропольский (центр — город Ставрополь) и Туркменский (центр — село Летняя Ставка).

При активном давлении КП(б)У в 1920-х-начале 1930-х годов проводилась украинизация Ставропольского края, Кубани, части Северного Кавказа, Курской и Воронежской области РСФСР. В приказном порядке школы, организации, предприятия, газеты переводились на украинский язык обучения и общения.
В 1932—1933 край поразил массовый голод.
10 января 1934 года край был разделён на две самостоятельные административно-территориальные единицы: Азово-Черноморский край, с центром в Ростове-на-Дону и Северо-Кавказский край, центром которого стал Пятигорск.
5 декабря 1936 года после выделения из состава Северо-Кавказского края Дагестанской АССР и преобразованных в АССР Кабардино-Балкарской, Северо-Осетинской и Чечено-Ингушской автономных областей, центр края был переведён в город Ворошиловск, а территория края приблизилась к границам современного Ставропольского края.
13 марта 1937 года, после смерти Серго Орджоникидзе, для увековечивания памяти революционера Северо-Кавказский край был переименован в Орджоникидзевский.
22 февраля 1938 года в состав края был передан Кизлярский округ, составленный из пяти северных районов Дагестанской АССР. Таким образом, в состав края стало входить 2 автономных области (Карачаевская и Черкесская), 1 округ, 39 районов и 8 городов краевого подчинения.
15 июля 1941 года — решением крайисполкома утверждено дополнительное развертывание 65 эвакогоспиталей на 32395 коек, из них: в г. Кисловодске — 15 945, г. Ессентуки — 5715, г. Пятигорске — 4690, г. Железноводске — 3090, Теберде — 280, районах края — 2675 коек.
1 сентября 1941 года в крае введена карточная система продажи населению хлеба, сахара и кондитерских изделий. Установлены дневные нормы выдачи хлеба: рабочим первой категории — 800 г, рабочим второй категории — 600 г, служащим — 500 г, иждивенцам и детям до 12 лет — 400 г.
16 октября 1941 года — решением крайисполкома о дополнительном развертывании эвакогоспиталей определено размещение в порядке уплотнения в действующих эвакогоспиталях 5300 коек (в регионе КМВ — 4200, г. Ворошиловске — 700, районах края — 400) и открытие новых на 2900 коек (в регионе КМВ — 1300, г. Ворошиловске — 300, районах края — 1300).
В 1942 году в крае немецкой оккупации подверглось большинство районов, за исключением Кизлярского, Шелковского и части Караногайского районов.
10 сентября 1942 года из края эвакуировано в Дагестанскую АССР 724 400 голов скота.
30 декабря 1942 года образован краевой штаб партизанского движения. Начальником штаба утвержден секретарь крайкома ВКП(б) Суслов М. А. Партизанским отрядам Южной группы приказано продвинуться на оккупированную территорию для дезорганизации коммуникаций противника и срыва мероприятий по выводу из края живой силы и техники противника, а также угону скота и вывозу продовольствия.
31 декабря 1942 года был объявлен призыв на действительную военную службу граждан 1925 года рождения.
12 января 1943 года Указом Президиума Верховного Совета СССР административный центр края город Ворошиловск был переименован в Ставрополь, а Орджоникидзевский край — в Ставропольский.
21 января 1943 года была освобождена столица края. В битве за Ставрополь участвовала 347-я стрелковая дивизия 44-й армии под командованием полковника Н. Селивёрстова.
26 января 1943 года край освобождён от немецко-фашистских захватчиков.
3 сентября 1943 года принято постановление бюро крайкома ВКП(б) и крайисполкома об открытии в городе Ставрополе Суворовского военного училища для детей — сирот военнослужащих Красной Армии и партизан.
12 октября 1943 года была ликвидирована Карачаевская автономная область.
27 декабря 1943 года из состава упразднённой Калмыцкой АССР был передан Приютненский район.
В 1944 году Моздок передан из состава Ставропольского края в состав Северо-Осетинской АССР.
22 марта 1944 года после упразднения Чечено-Ингушской АССР была образована Грозненская область, в состав которой вошли все районы ликвидированного Кизлярского округа.
1 апреля 1944 года в соответствии с постановлениями СНК СССР из сельских районов края переселено 8 тысяч хозяйств в Грозненскую область и более 3 тысяч хозяйств в районы Карачаевской автономной области.
11 июля 1944 года были обнародованы данные комиссии по расследованию злодеяний немецко-фашистских захватчиков и их сообщников: количество погибших мирных жителей на территории края — 31645 человек и 277 военнопленных. На работу в Германию со Ставрополья было вывезено 2546 человек (880 мужчин, 1666 женщин), включая 357 детей в возрасте до 16 лет. Из них на родину вернулись 1955 человек.
В мае 1945 года на территории края размещено 3650 военнопленных, используемых на строительстве и восстановлении объектов народного хозяйства.
28 декабря 1945 года в соответствии с распоряжением Совнаркома РСФСР Ставропольскому краю для подарков инвалидам Великой Отечественной войны и членам их семей из вещей, полученных из-за границы, выделено: 50 кожаных курток, 50 меховых жилетов, 92,5 млн сигарет, 35 тыс. лезвий для безопасных бритв, 1 вагон вещей и обуви.
Вернувшимся в 1950-х годах ингушам вернули часть территории, а взамен оставшегося в составе СОАССР Пригородного района, в то время Чечено-Ингушской АССР передали земли Ставропольского края.
14 января 1952 в состав Ставропольского края из Астраханской области передан Степновский район и переименован в Степной.
14 марта 1955 года Указом Президиума ВС СССР в состав края из Грузинской ССР передан Клухорский район.
12 января 1957 года в составе Ставропольского края были образованы Калмыцкая автономная область, которой были переданы Степной и Черноземельский районы, и Карачаево-Черкесская автономная область, которой были переданы Зеленчукский, Карачаевский и Усть-Джегутинский районы.
В 1958 году Калмыцкая автономная область была преобразована в Калмыцкую АССР и выделена из состава Ставропольского края.
30 сентября 1958 года указом Президиума Верховного Совета РСФСР Спицевский район Ставропольского края был переименован в Старомарьевский район; упразднены: Каясулинский район (с передачей его территории в состав Ачикулакского района), Новоселицкий район (с передачей его территории в состав Александровского и Прикумского районов), Степновский район (с передачей его территории в состав Воронцово-Александровского района) и Шпаковский район (с передачей его территории в состав Старомарьевского и Труновского районов.
1 февраля 1963 года указом Президиума Верховного Совета РСФСР в Ставропольском крае были образованы следующие районы (вместо существующих):
- сельские районы: Александровский — центр село Александровское; Апанасенковский — центр село Дивное; Благодарненский — центр село Благодарное; Георгиевский — центр город Георгиевск; Изобильненский — центр село Изобильное; Ипатовский — центр село Ипатово; Кочубеевский — центр село Кочубеевское; Красногвардейский — центр станица Новоалександровская; Курский — центр станица Курская; Левокумский — центр село Левокумское; Минераловодский — центр город Минеральные Воды; Петровский район — центр село Петровское; Прикумский — центр город Прикумск; Советский — центр село Воронцово-Александровское; Шпаковский — центр село Михайловское;
- промышленные районы: Нефтекумский — центр рабочий посёлок Нефтекумск.

12 января 1965 года Президиум Верховного Совета РСФСР постановил:
- образовать районы: Нефтекумский — центр рабочий посёлок Нефтекумск; Предгорный — центр станица Ессентукская;
- упразднить Нефтекумский промышленный район;
- Арзгирский, Александровский, Апанасенковский, Благодарненский, Георгиевский, Изобильненский, Ипатовский, Кочубеевский, Красногвардейский, Курский, Левокумский, Минераловодский, Новоалександровский, Петровский, Прикумский, Советский и Шпаковский сельские районы преобразовать в районы.

В 1992 году Карачаево-Черкесская автономная область вышла из состава Ставропольского края и преобразована в Карачаево-Черкесскую Советскую Социалистическую Республику.